# Desertoniscus subterraneus
Desertoniscus subterraneus är en kräftdjursart som beskrevs av Karl Wilhelm Verhoeff 1930. Desertoniscus subterraneus ingår i släktet Desertoniscus och familjen Trachelipodidae. Inga underarter finns listade i Catalogue of Life.